# Тераса Брюля
Тераса Брюля (нім. Brühlsche Terrasse) — це невеликий відрізок на набережній Ельби в центральній частині старого Дрездена. Ці 500 метрів між мостом Августа (Augustusbrücke) і мостом Кароли (Carolabrücke), є однією з найголовніших визначних пам'яток міста. Цю терасу ще називають «Балкон Європи».

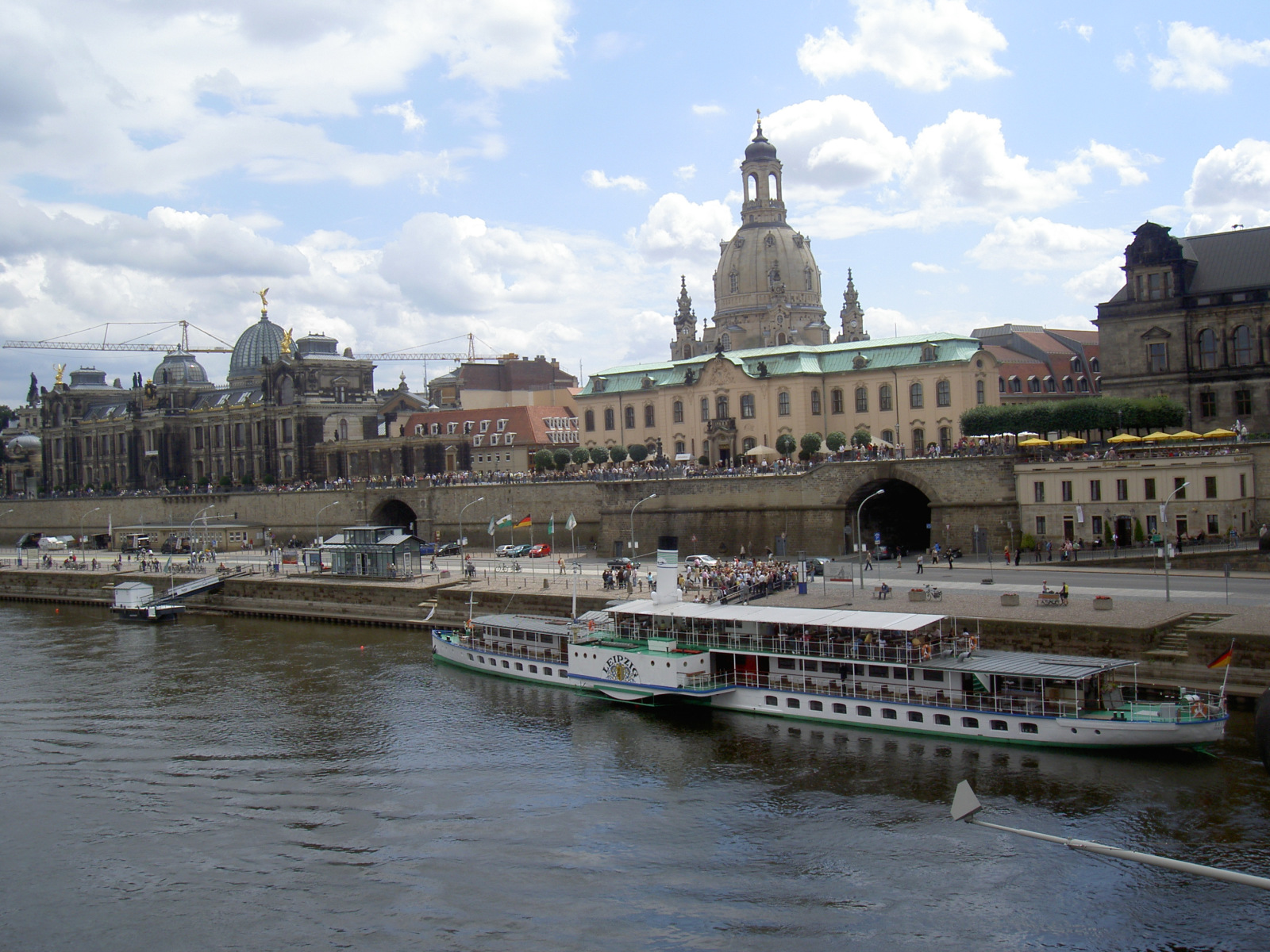
Вид з мосту Августа під час міського фестивалю в 2008 році.

Спочатку тераса була побудована як частина фортифікацій міста в XVI столітті. Коли набережна Ельби перестала бути важливою частиною міських укріплень, син Августа Сильного — Август III Фрідріх — передав її у власність своєму прем'єр-міністрові графу фон Брюлю. Той був людиною багатою, амбітною і великим поціновувачем прекрасного. Саме його колекція картин, викуплена російською імператрицею Катериною Другою, стала основою зібрання Ермітажу в Санкт-Петербурзі. На місці похмурих казематів Генріх фон Брюль (Heinrich von Brühl) звів чудовий палац, театр, бібліотеку, галерею і бельведер, прекрасним видом з якого могли насолоджуватися лише він сам і його знатні гості.
У 1814 році князь Микола Рєпнін-Волконський, що був саксонським генерал-губернатором, віддав наказ зробити цю набережну доступною для відвідувачів. Для цього з боку палацової площі була споруджена просторі парадні сходи, прикрашені левами з пісковика.
На рубежі 19-го — 20-го століть тераса була відремонтована: початкові споруди, побудовані за наказом Брюля, були втрачені і замінені сучасними будовами, які досі визначають вид з боку Ельби на Старе місто: Академія мистецтв, Секундогенітур і Альбертинум.
На жаль, в 1945 р під час бомбардувань Дрездена тераса була майже повністю знищена, але в мирний час відновлена. Сьогодні серед інших пам'яток архітектури тут розташовані будівля Верховного Суду Саксонії і Академія образотворчих мистецтв.
В даний час тераса Брюля є улюбленим місцем відпочинку не тільки туристів, а й мешканців Дрездена. Крім пам'яток архітектури, «балкон Європи» відомий своїми кафе і ресторанами, з майданчиків яких відкривається прекрасний вид на Ельбу.